# Slanke duinhoren
De Slanke duinhoren (Cochlicella acuta) is een slakkensoort uit de familie van de Geomitridae. De wetenschappelijke naam van de soort is voor het eerst geldig gepubliceerd in 1774 door Müller.

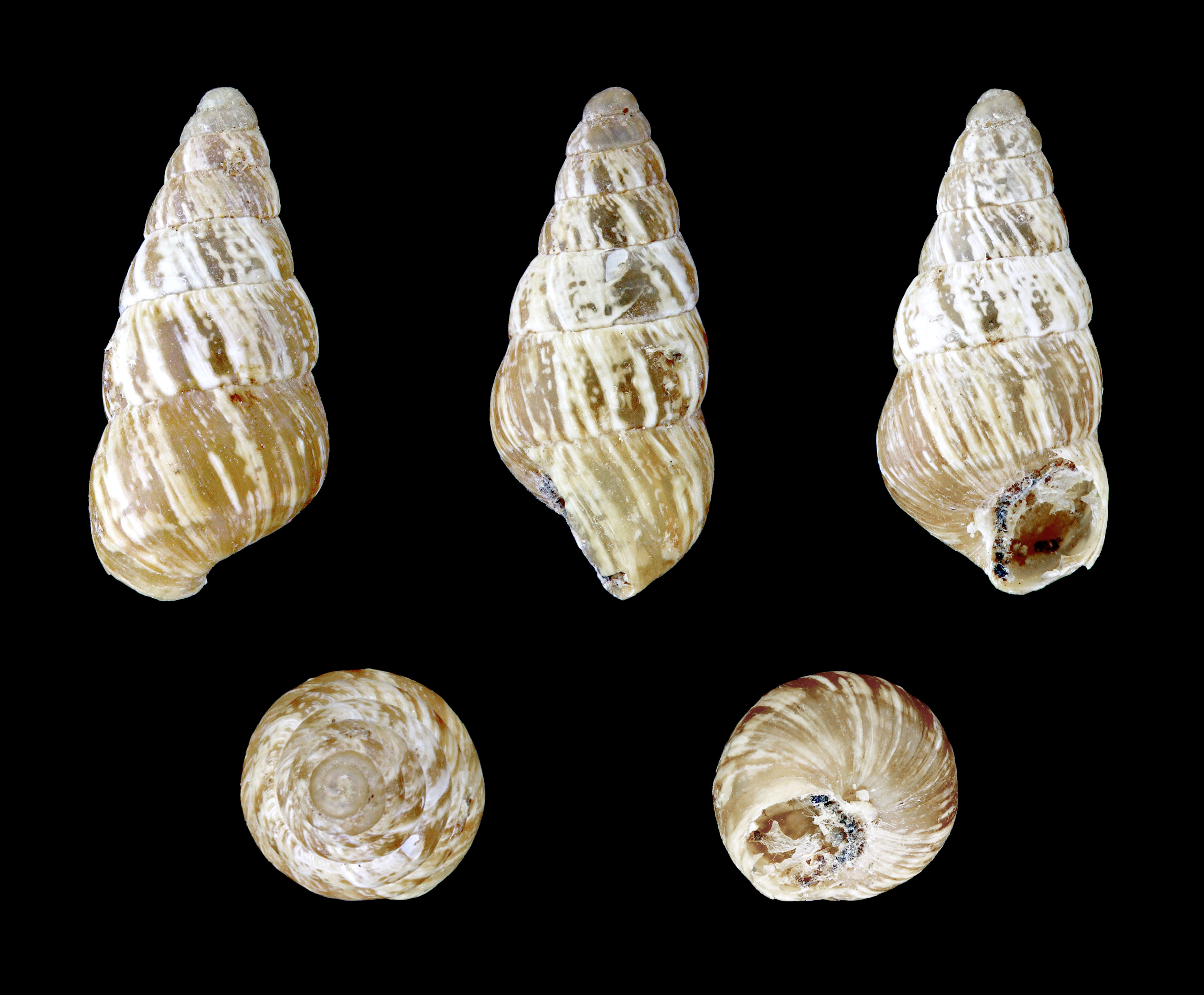
Cochlicella acuta acuta (subadult)
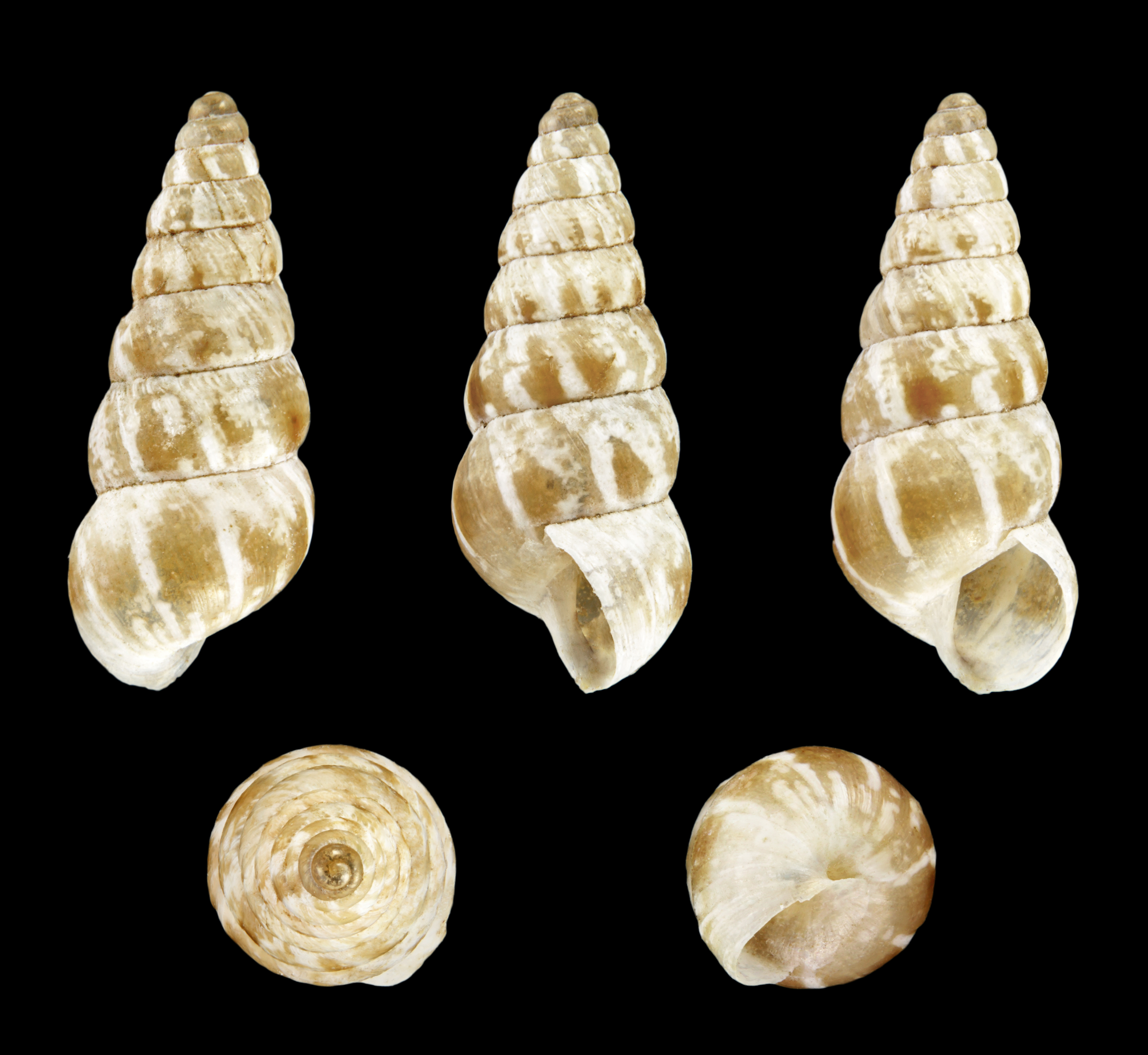
Cochlicella acuta acuta (adult)
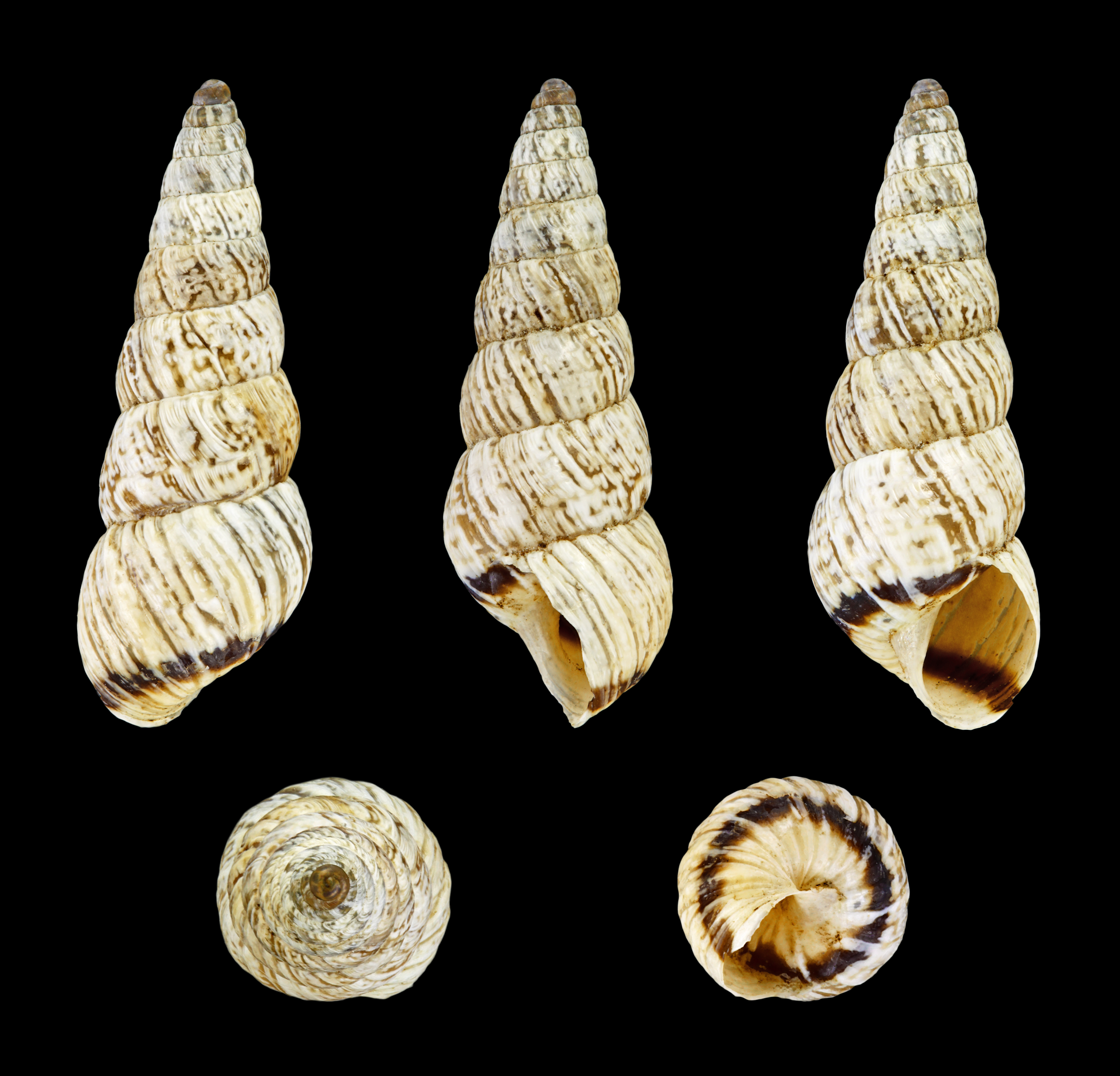
Cochlicella acuta acuta f. gigantea
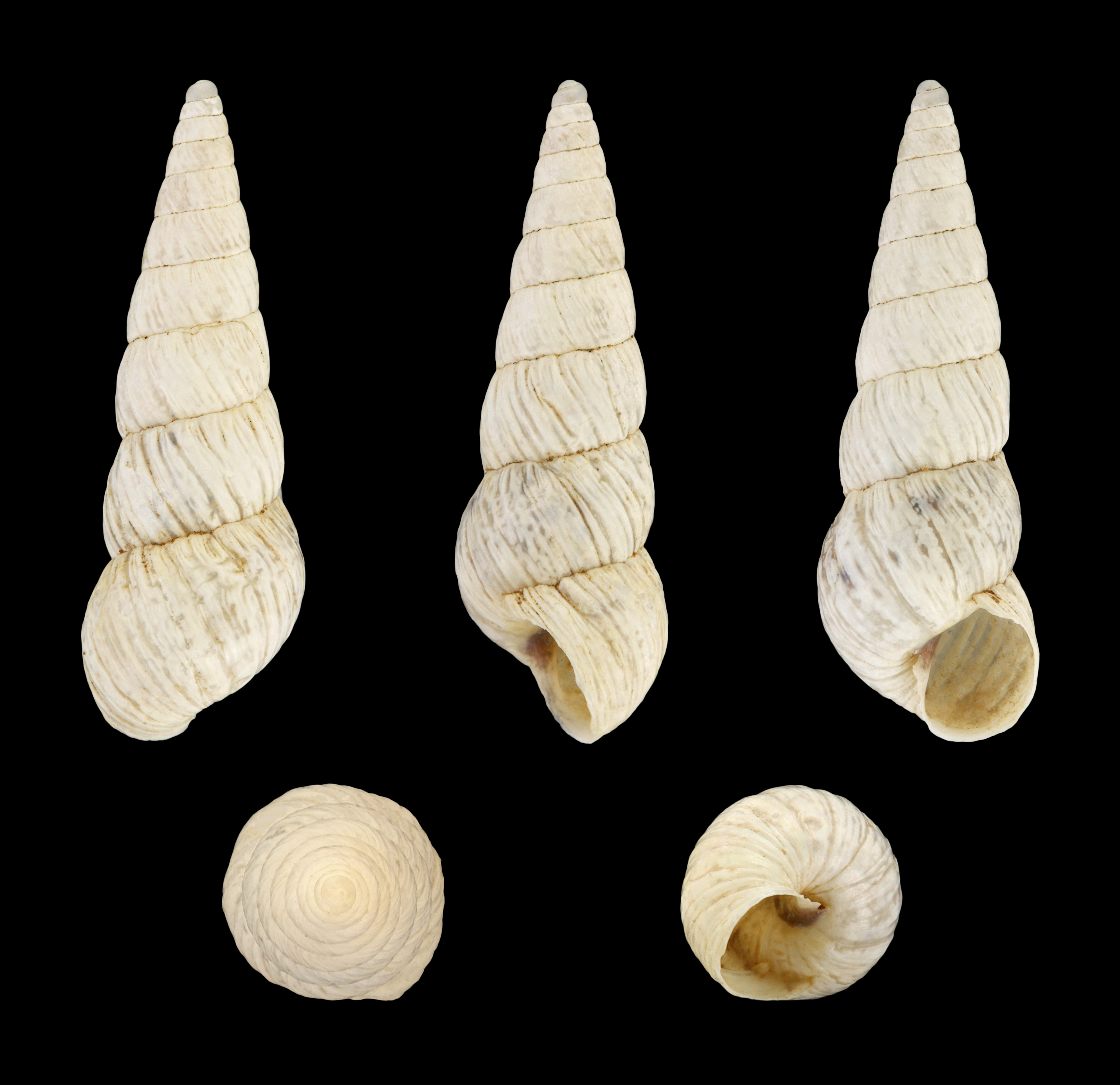
Cochlicella acuta raphidia
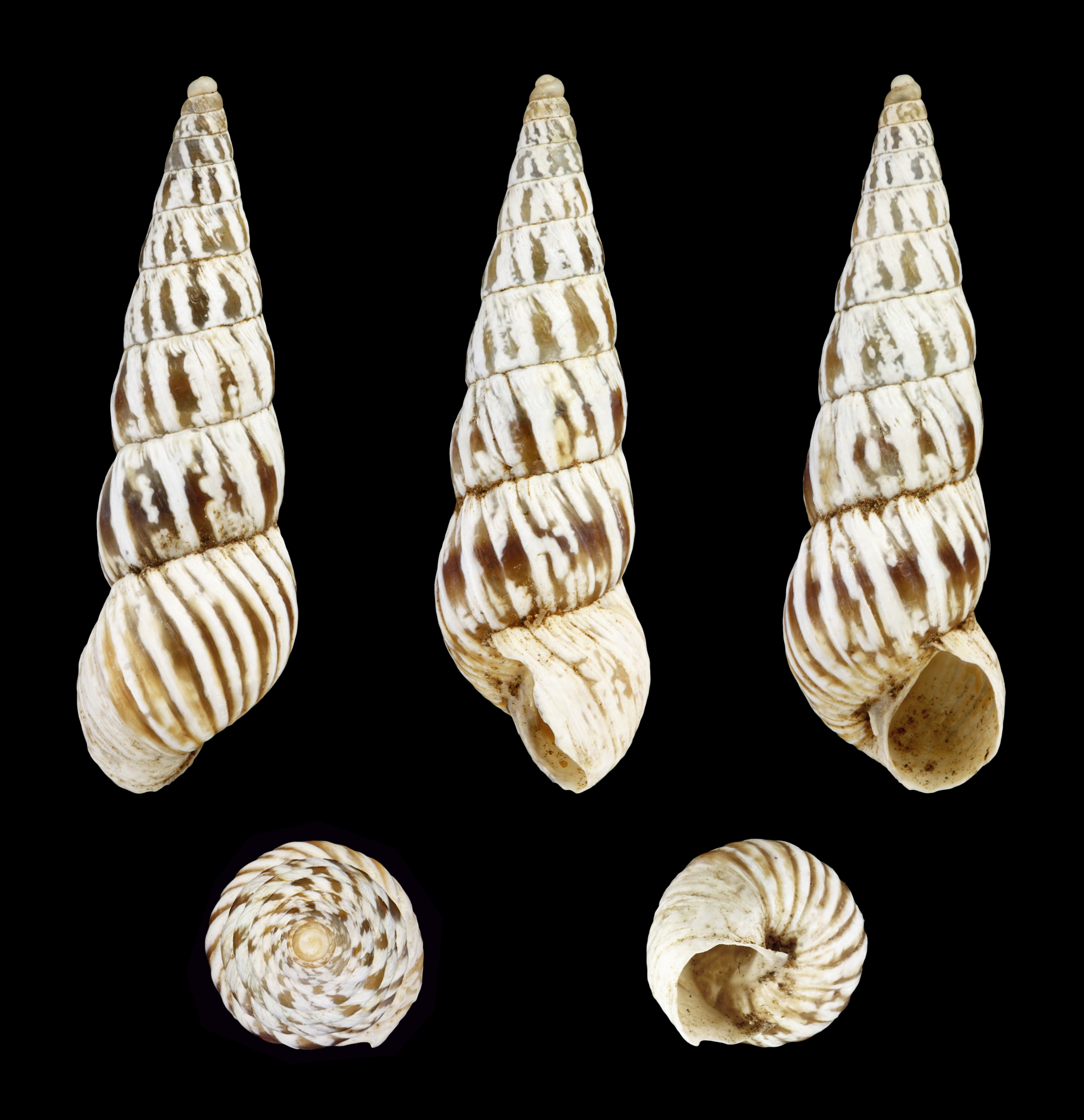
Cochlicella acuta raphidia